# 鶴岡剣太郎
鶴岡 剣太郎（つるおか けんたろう、1974年8月26日 - ）は、千葉県出身のスノーボードアルペン選手で、2006年トリノオリンピックに出場（パラレル大回転）。

## 人物
- 身長 186cm
- 体重 88kg
- 血液型 O型
- 趣味 サーフィン・ゴルフ・映画
- 着メロ 太陽にほえろ!（青春のテーマ）
- 縁起かつぎ 白いパンツ
- 好きな歌・曲名 Book Of Days（enya）
- 2011年6月10日著書「それでも、あきらめない」を出版。
- 2011年8月1日、2004年アテネオリンピックと2008年北京オリンピックの柔道女子63kg級で金メダルを獲得した谷本歩実と結婚[1]。

## 成績
- 1999年（平成11年）- 全日本スキー選手権大会スノーボード競技（優勝）
- 2001年（平成13年）- スノーボード世界選手権出場
- 2002年（平成14年）- 全日本スキー選手権大会スノーボード競技（優勝）
- 2003年（平成15年）- スノーボートアジア選手権（銅メダル）
- 2004年（平成16年）- ジャパンプロツアー3戦優勝（シリーズチャンピオン）
- 2005年（平成17年）- 全日本スキー選手権大会スノーボード競技（優勝）・スノーボード世界選手権出場
- 2006年（平成18年）- トリノオリンピック出場
- 2007年（平成19年）- ジャパンプロツアー第1戦（優勝）
- 2008年（平成20年）- 全日本スキー選手権大会スノーボード競技（優勝）
- 2009年（平成21年）- アジアカップ、ジャパンプロツアー最終戦（優勝）

## 経歴
- 1992年（平成4年）- 私立羽黒高等学校卒業（山形県）
- 1996年（平成8年）- 仙台大学卒業
- 1999年（平成11年）- 日本スノーボード選手権（回転）優勝
- 2002年（平成14年）- 全日本スノーボード選手権（大回転）優勝
- 2005年（平成17年）- 全日本スノーボード選手権（大回転）優勝
- 2006年（平成18年）- トリノオリンピック代表